# Fabiano Machado
Fabiano Machado (São Paulo, 28 de maio de 1986) é um automobilista brasileiro.
Após competir as temporadas de 2010 e 2011 da Fórmula 3 Sul-Americana, ele estreou na GP3 Series em 2012, pela equipe Marussia Manor Racing.